# Josefine Christen
Josefine Christen (12. července 1869, Třebíč – 25. prosince 1942, Vídeň) byla rakouská sochařka, zpěvačka a politička (CS, PÖM).

## Biografie
Josefine Christen byla dcerou důstojníka Ernsta Christena, který po své vojenské kariéře působil jako ředitel pražské občanské plovárny a koupaliště a jeho manželky Josefine Josse de Chérol († 1916). Její rodiče měli tři další dcery a syna.
Josefine Christen vyrůstala v Praze jako studentka u Anglických panen (Congregatio Jesu). V letech 1883–1887 se věnovala studiu zpěvu na Pražské konzervatoři. Ve třinácti letech začala sbírat první divadelní zkušenosti. Mezi její role patřila „Nancy“ v opeře Martha, kterou hrála mimo jiné v roce 1887 v Královském městském divadle v Olomouci. Roku 1889 vystupovala v různých dílech v Novém německém divadle v Praze, například jako „Amalie“ v operetě Das Pensionat. V tomtéž roce doprovázela Angela Neumanna na turné do Petrohradu, Moskvy a Bernu. Na žádost otce se nakonec vzdala kariéry na divadle. Nadále působila jako učitelka zpěvu a skladatelka.
Později se Christen začala věnovat sochařství. Tvořila zejména velké postavy a skupiny pro památníky, ale také busty a malé plastiky. V letech 1903–1906 studovala na Akademii výtvarných umění v Praze, kde byl jedním z jejích učitelů Josef Václav Myslbek. Studium jí umožnilo stipendium Společnosti na podporu německé vědy, umění a literatury v Čechách. Poté pokračovala dva roky ve studiu v Paříži, kde v letech 1907 a 1908 vystavovala na výstavách Société nationale des beaux-arts.
Od roku 1908 žila Christen ve Vídni. Na výroční výstavě ve vídeňském Künstlerhausu v roce 1909 představila figurální skupinu Tröstende Muse, kterou již dříve ukázala v Paříži. Účastnila se mimo jiné výstav Vereinigung bildender Künstlerinnen Österreichs (Spolek výtvarných umělkyň Rakouska) a Österreichischer Künstlerbund (Rakouského uměleckého spolku). Během první světové války byla v letech 1917 a 1918 zaměstnána v K.u.K. válečném tiskovém oddělení. Během působení jako válečná sochařka u 5. armády v Kutech na Ukrajině a u velitelství armády polního maršála Hermanna Kövesse vytvořila několik plastik, které v roce 1918 vystavila ve vojenských kasárnách na vídeňském Schwarzbergplatzu.
Po skončení války se Christen zaměřila především na politiku. V roce 1919 se podílela na založení Volebního sdružení německých žen křesťanského středního stavu, jehož vedení převzala. Byla také dlouhodobou předsedkyní Rakouského říšského svazu křesťanských žen a odpovědnou redaktorkou jeho publikace Zprávy rakouského říšského svazu křesťanských žen (1932–1938). V roce 1920 kandidovala v prvních volbách do Národní rady za Vídeňskou Křesťansko-sociální stranu ve volebním okrsku vnitřní Vídeň-východ, ale zvolena nebyla. V roce 1923 byla zvolena místopředsedkyní předsednictva legitimistické Rakouské monarchistické strany (PÖM). V rámci volební dohody s křesťansko-sociální stranou se pravděpodobně počítalo s její kandidaturou, místo toho však získal pozici na kandidátce předseda PÖM Ernst Wense. Později byla Christen aktivní jako okresní a sociální rada ve Vídni.
Josefine Christen zemřela 25. prosince 1942 ve věku 73 let ve Vídni.

## Výběr z díla

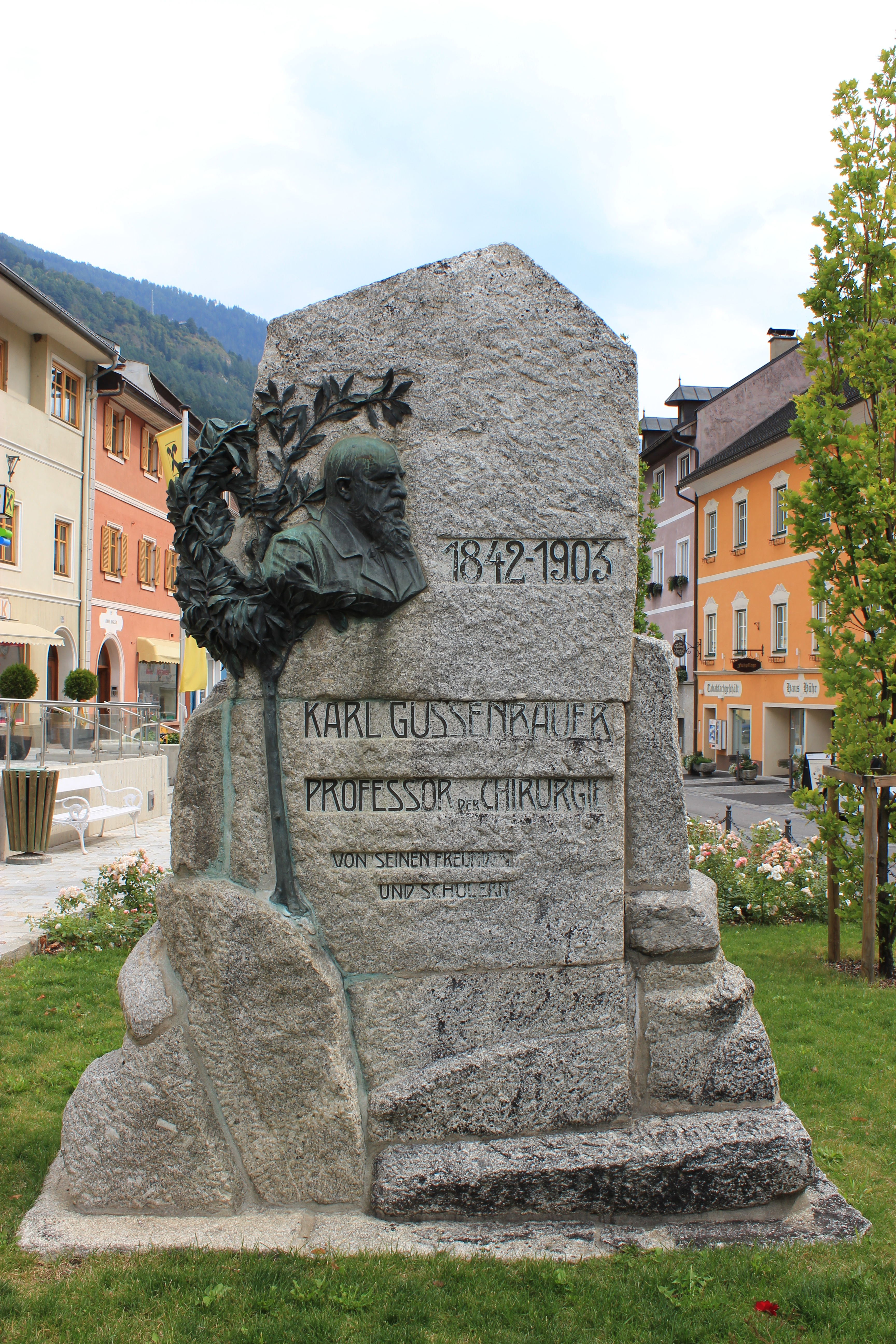
Památník Gussenbauera v Obervellachu

- Tröstende Muse, dvojice v životní velikosti, 1908 v Paříži, 1909 na výroční výstavě Wiener Künstlerhaus[9]
- Reliéfní portrét paní F. v. St., 1909 na výstavě Osm umělkyň v Salonu Pisko[15]
- památník Carla Gussenbauera, 1910, Obervellach[16]
- Kain, bronzová busta a Salome, mramor, 1910 na výstavě v Novém ženském klubu, Vídeň[17]
- Památník Richarda Rittera von Dotzauera, bronzová postava v nadživotní velikosti na žulovém soklu se skupinou dětí jako bronzovým reliéfem, 1912, Kraslice, bývalé náměstí hraběte Erwina Nostitze (28. října), odstraněno po 2. sv. válce, užívání soklu do roku 1968[18]
- Nosička vody, 1915 na výstavě ve vojenských kasárnách na Schwarzbergplatz, Vídeň
- Železný rytíř (nadživotní socha rytíře s monumentálními železnými hodinami na ramenou), 1916, Praha, Německá divadelní zahrada/Sál sdružení Weinbergerských Němců
- Poloviční postava herce R. H. a Mořský orel, sádra, 1916 na desetileté výstavě Rakouského uměleckého spolku[19]
- Portrétní busta pana T. D., sádra, 1917 na XI. výroční výstavě Rakouského uměleckého spolku
- Portrétní busta vévodkyně z Hohenbergu, sádra patinovaná, 1917 na výstavě spolku výtvarných umělkyň Rakouska[20]
- Heldenbrunnen (mužská busta na soklu), Busta arcivévody Albrechta Františka, Busta polního maršála barona Kövesse, žánrová postava Armádní sestra, 1918 na výstavě v kasárnách na Schwarzbergplatz, Vídeň[10]

## Výběr z výstav
- 1907, 1908, Société nationale des beaux-arts
- 1909, výroční výstava Wiener Künstlerhaus
- 1909, Osm umělkyň a jejich hosté, Salon Pisko
- 1910, Nový ženský klub, Vídeň
- 1911, 1912, 1916, 1917, Spolek výtvarných umělkyň Rakouska
- 1916, 1917, Rakouský umělecký spolek, Wawra, Vídeň